# موتور یار محمد ناروئی مختار
موتور یار محمد ناروئی مختار، روستایی از توابع بخش نصرت‌آباد شهرستان زاهدان در استان سیستان و بلوچستان ایران است.

## جمعیت
این روستا در دهستان نصرت‌آباد قرار دارد و براساس سرشماری مرکز آمار ایران در سال ۱۳۸۵، جمعیت آن ۳۲ نفر (۵خانوار) بوده‌است.